# Steiner-Optik

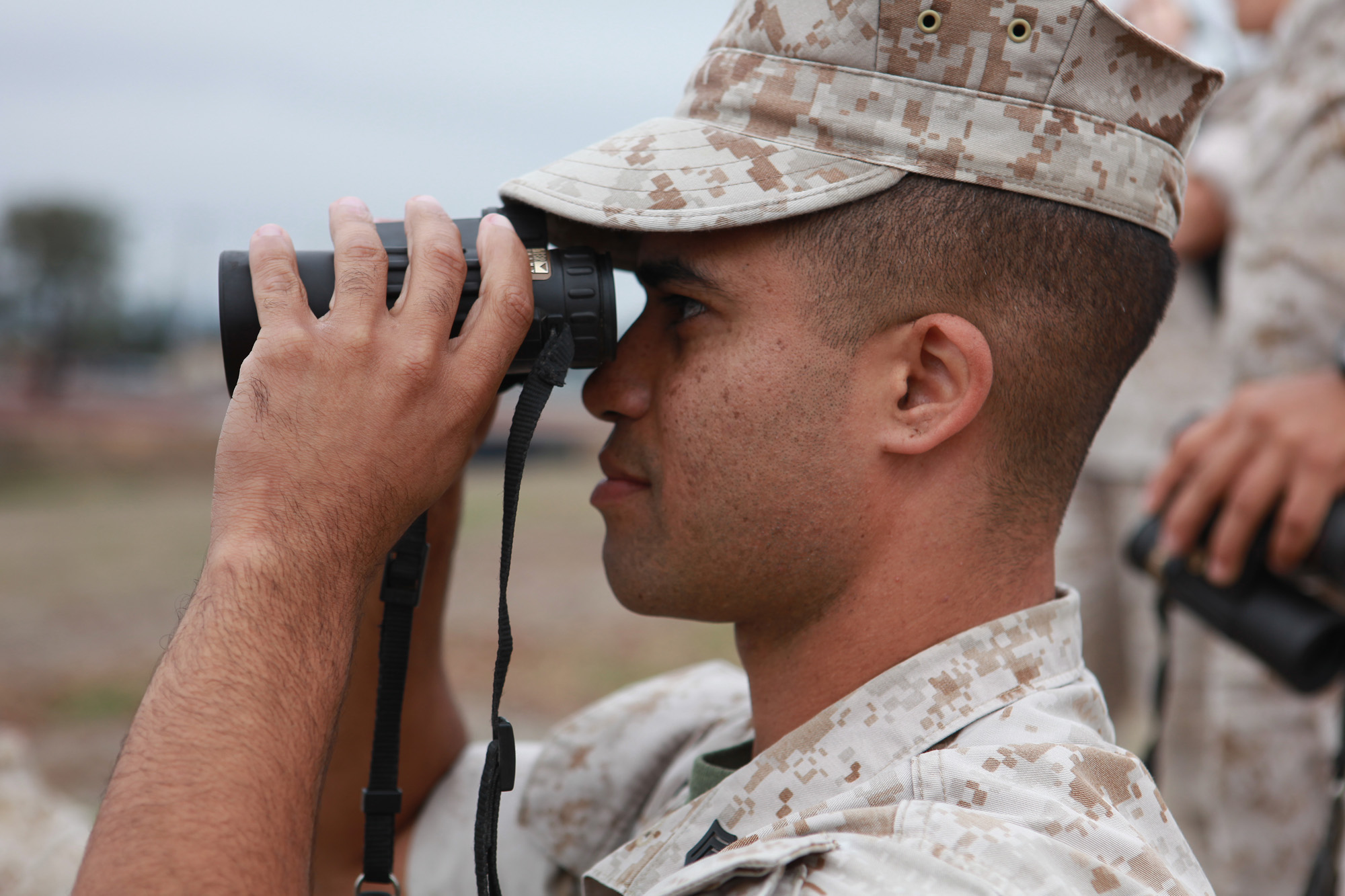
Żołnierz USMC używający lornetki firmy Steiner

Steiner-Optik (potocznie Steiner) – niemieckie przedsiębiorstwo branży optycznej z siedzibą w Bayreuth. Firma produkuje lornetki zarówno do zastosowań militarnych jak i cywilnych. Od 2008 roku należy do Grupy Beretta. 

## Historia
Przedsiębiorstwo zostało założone w 1947 roku przez Karla Steinera. Pierwszym produktem był aparat małoobrazkowy „Steinette”. W 1955 roku rozpoczęto produkcję lornetek, i z biegiem czasu zaniechano innej produkcji. Przełomowym krokiem było rozpoczęcie produkcji lornetek o wysokiej odporności na ekstremalne warunki użytkowania. Dzięki temu firma Steiner-Optik stała się głównym dostawcą lornetek dla armii niemieckiej. W latach 1965–1972 produkowano lornetkę Dienstglas Fero D12, pierwszą w której zastosowano tworzywo Makrolon będące pochodną poliwęglanu. Lornetka ta poza armią niemiecką była używana w wielu innych armiach świata w tym w USA, Francji czy Indiach. W 1989 roku firma Steiner wygrała kontrakt na dostawę 72000 lornetek dla US Army stając się tym samym największym na świecie producentem lornetek wojskowych.
Poza wprowadzeniem do produkcji lornetek odpornych na ekstremalne warunki użytkowania firma Steiner jest również autorem wielu innych innowacji takich jak lornetka zintegrowana z kompasem, wypełnianie lornetek azotem czy też lornetki z filtrem chroniącym przed promieniowaniem lasera.
Firma Steiner-Optik produkuje rocznie 200000 do 250000 lornetek, zatrudnia 123 pracowników (2009 rok).

## Produkty
Firma Steiner-Optik produkuje cztery serie lornetek cywilnych:
- Seria „Marine” – wodoodporne lornetki przeznaczone do używania w sportach wodnych,
- Seria „Hunting” – przeznaczona dla myśliwych,
- Seria „Outdoor” – przeznaczona dla miłośników przyrody, turystyki i sportów outdorowych,
- Seria „Birdwatching” – adresowana dla ornitologów,

Ponadto produkowana jest seria lornetek „Military” przeznaczona dla wojska i policji oraz celowniki optyczne.